# 니콘 D6
니콘 D6(Nikon D6)는 니콘이 2020년 2월 11일 니콘 D5의 후속작으로 발표한 풀프레임 프로페셔널 DSLR 카메라이다. 플래그십 DSLR이다. 해상도는 D5와 비슷한 20.8MP이다. D6는 신형 엑스피드 6 프로세서를 탑재하여 최대 14fps의 버스트 슈팅을 지원한다. 105개 크로스타입 포커스 포인트를 보유하고 있다.

## 같이 보기
- 니콘